# Проховице
Проховице (пол. Prochowice, нем. Parchwitz)  —  город в Нижнесилезском воеводстве Польши, входит в Легницкий повят.
Административный центр одноимённой городско-сельской гмины.
Расположен на реке Качава. Занимает площадь 9,85 км². Население 3702 человека (на 2006 год).

## История

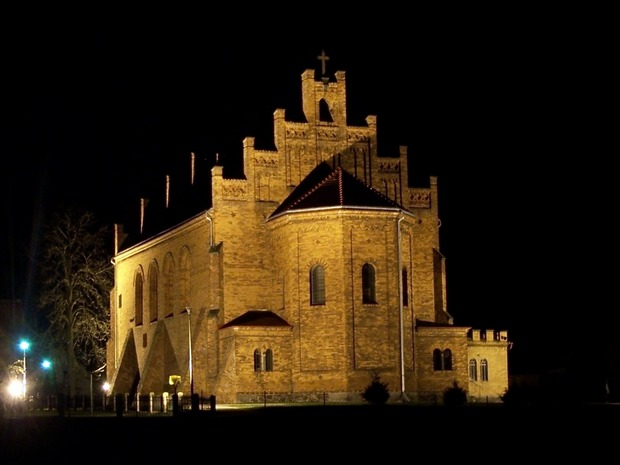
Костёл святого Иоанна Крестителя в Проховице